# نبرد اوشو
نبرد اوشو (به ژاپنی: 奥州合戦) نبردی از ماه هفتم تا ماه نهم ۱۱۸۹ میلادی، مابین شوگون‌سالاری کاماکورا و خاندان فوجیوارای شمالی بود.
فوجیوارا نو یاسوهیرا (۱۱۵۵ – ۱۴ اکتبر ۱۱۸۹) چهارمین حاکم خاندان فوجیوارای شمالی در ولایت موتسو اهل ژاپن بود. وی در ابتدا از به مانند روش و سیاست پدرش از میناموتو نو یوشی‌تسونه، پشتیبانی می‌کرد اما بعدها به فشار برادر بزرگتر یوشی‌تسونه، میناموتو نو یوریتومو (بنیانگذار شوگون‌سالاری کاماکورا)، به یوشی‌تسونه حمله کرد. یوشی‌تسونه، به جای تسلیم، خودکشی کرد. در سال ۱۱۸۹ یاسوهیرا توسط نیروهای یوریتومو در نبرد اوشو شکست خورد و سپس کشته شد. این مرگ پایان خاندان فوجیوارای شمالی بود.